# Stara Huta, Nova Ușîțea
Stara Huta (în ucraineană Стара Гута) este un sat în comuna Stavceanî din raionul Nova Ușîțea, regiunea Hmelnîțkîi, Ucraina.

## Demografie
Componența lingvistică a localității Stara Huta
     Ucraineană (100%)
Conform recensământului din 2001, toată populația localității Stara Huta era vorbitoare de ucraineană (100%).